# Ломовская улица (Санкт-Петербург)
Ло́мовская улица — улица в Выборгском районе Санкт-Петербурга. Проходит от проспекта Энгельса до Костромского проспекта в историческом районе Удельная.

## История
Название Ломовская улица известно с 1887 года, дано по городу Нижний Ломов Пензенской области в ряду близлежащих улиц, наименованных по старинным малым городам России. По другим данным название связано с фамилией землевладельца.
Первоначально улица улица проходила от проспекта Энгельса до Удельного проспекта. Участок до Удельного проспекта упразднён в 1980-е годы.

## Транспорт
Ближайшая станция метро — «Удельная».